# منطقة جرابلس
منطقة جرابلس منطقة سورية إدارية تتبع محافظة حلب ومركزها مدينة جرابلس، بلغ تعداد سكان المنطقة 58,889 نسمة حسب التعداد السكاني لعام 2004.

## نواحي منطقة جرابلس
- ناحية مركز جرابلس
- ناحية غندورة